# Colibri de Sybil
Lampornis sybillae
Espèce
Statut de conservation UICN

 LC  : Préoccupation mineure
Statut CITES
Le Colibri de Sybil (Lampornis sybillae) est une espèce de colibris de la sous-famille des Trochilinae et de la tribu des Lampornithini.

## Distribution
Le Colibri de Sybil  est présent au Guatemala et au Honduras à des élévations variant entre 750 m et 2 400 m.  La superficie du territoire qu'il occupe est estimée à 91 000 km2

Carte de répartition de l'espèce

## Référence
(en) « Neotropical Birds Online », Cornell Lab of Ornithology, 10 août 2011